# Rome (nummer)
Rome is een single van de Nederlandse singer-songwriter Novastar. De single is afkomstig van zijn tweede studioalbum Another Lonely Soul en is  op 14 oktober 2004 door Warner Music Group als derde single van het album uitgebracht. Het nummer is geschreven door Joost Zweegers (Novastar) en Piet Goddaer (Ozark Henry) die ook de belangrijkste muziekpartijen op het album verzorgen. Op de single heeft het nummer een duur van 3:43 minuten, waar op het studioalbum een iets langere versie aanwezig is van 4:08 minuten.